# عبدالقدیر رسول زاده
عبدالقدیر رسول زاده مشهور به جمشید کوهستانی یکی از فرماندهان اسبق ارتش افغانستان بود که بعد از سقوط دولت جمهوریت افغانستان به نیروهای جبهه مقاومت ملی افغانستان به رهبری احمد مسعود پیوست. وی بنیاد گذار جبهه جبهه مقاومت ملی افغانستان در ولایت بلخ بود. بالاخره به تاریخ اول دَلو سال ۱۴۰۰ در یک درگیری مسلحانه با گروه طالبان با هشت تن از افرادش کشته شد.

## زندگی‌نامه
عبدالقدیر رسول زاده مشهور به فرمانده جمشید کوهستانی فرزند عبدالرحیم در سال ۱۳۷۰ هجری شمسی در ولسوالی دهدادی قریه توخته شهرستان کودبرق ولایت بلخ دیده به جهان گشود. وی تعلیمات ابتدایی را در لیسه شهرستان کودبرق به پایان رسانید و نظر به علایق فردی اش وارد آکادمی پولیس گردید. پس از اتمام دوره آموزش‌های نظامی وارد قطحه امن و نظم عامه گردید و در آستان‌های سرپل جوزجان و فاریاب ایفای وظیفه نمود. وی در سال ۲۰۱۹ منحیث آموزگار وارد قطحات ویژه ۸۸۸ پولیس شد. و پس از ارتقای رتبه منحیث فرمانده پلیس در شهرستان چمتال ولایت بلخ تعیین بست گردید. و پس از آن منحیث معاون کندک شاهراه ولایت بلخ اجرای وظیفه نمود. و در اخیر در سال ۲۰۲۱ منحیث فرمانده واحد عملیاتی نیروهای ویژه پولیس ۸۸۸ در شهرک بندری حیرتان ایفای وظیفه می‌نمود. پس از سقوط دولت افغانستان او با نیروهای تحت امرش به استان پنجشیر رفت و به نیروهای جبهه مقاومت ملی افغانستان به رهبری احمد مسعود پیوست. اما پس از سقوط ولایت پنجشیر به دست طالبان او دوباره عازم آستان بلخ گردید. در شهرستان کشنده آستان بلخ او دست به سربازگیری زد و شاخه جبهه مقاومت ملی افغانستان را در آستان بلخ ایجاد نمود. نیروهای تحت امر او در آستان بلخ به تحرکات نظامی علیه طالبان آغاز نمودند. سرانجام به تاریخ اول دلو سال ۱۴۰۰ وی با هشت تن از افرادش در درگیری با طالبان کشته شدند. پس از این درگیری چندین تن از افراد بیگناه شهرستان کشنده نیز توسط طالبان تیر باران شدند. جبهه مقاومت ملی شام آنروز با پخش خبرنامه یی تأیید کرد که یکی از نخبه‌ترین فرماندهان شان در جنگ رودر رو با طالبان کشته شده است.